# Moodswinger
Moodswinger är en elektrisk cittra uppfunnen 2006 av Yuri Landman. Musikinstrumentet liknar en elgitarr, men är egentligen en cittra, eftersom den varken har greppband eller en riktig hals. Mikrofonen och det elektriska är inbyggt i halsen istället för i kroppen, som i en vanlig elgitarr. 
I mars 2006 började Yuri tillverka en Moodswingers till bandet Liars. Den var en elektrisk, tolvsträngad, 3-bridge-gitarr, med överton. Han tillverkade också en likadan till sig själv.

## Stämning
Kvintcirkeln: E-A-D-G-C-F-Aiss-Diss-Giss-Ciss-Fiss-H

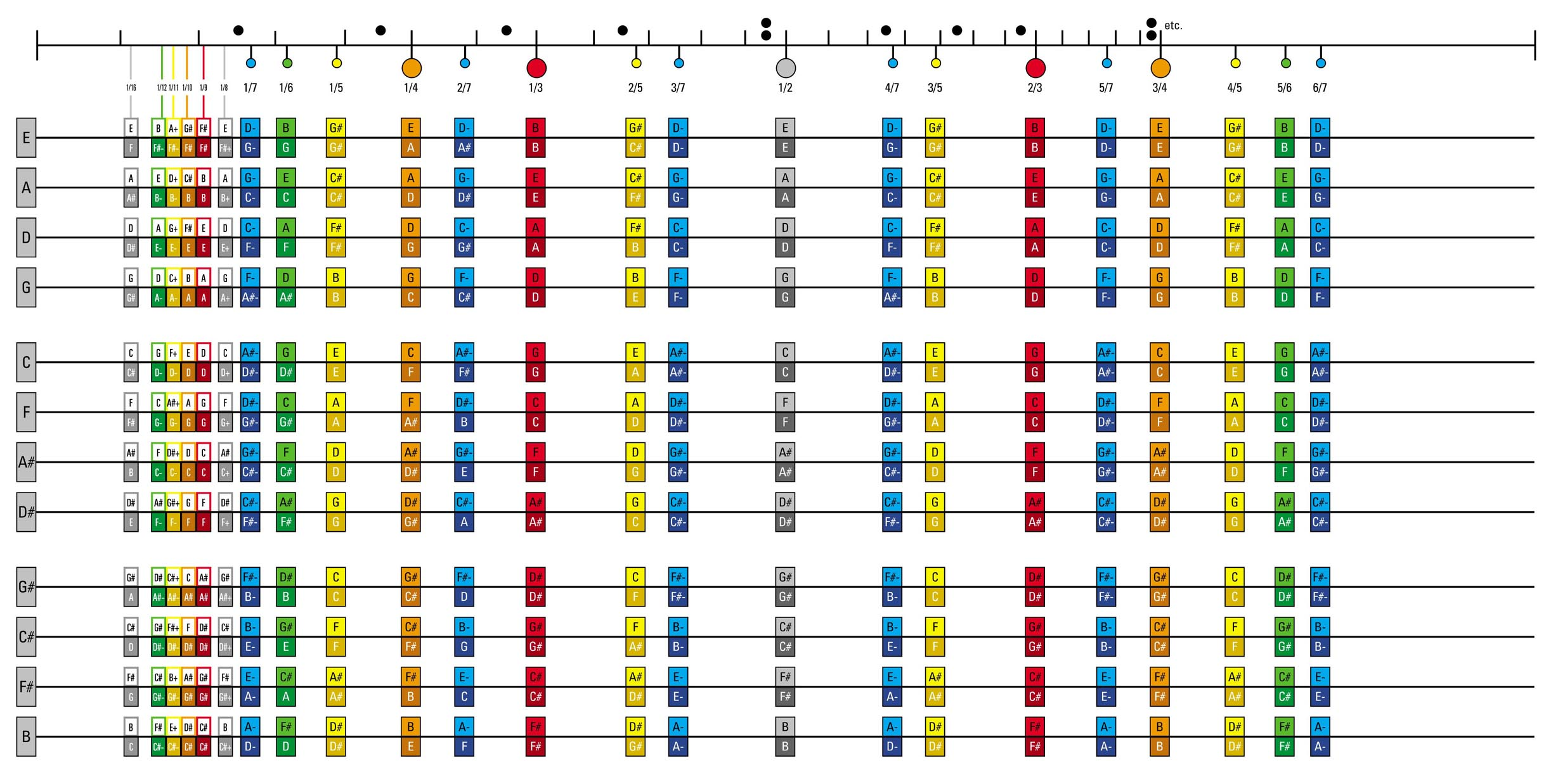
Schema över moodswingerns över- och undertoner.
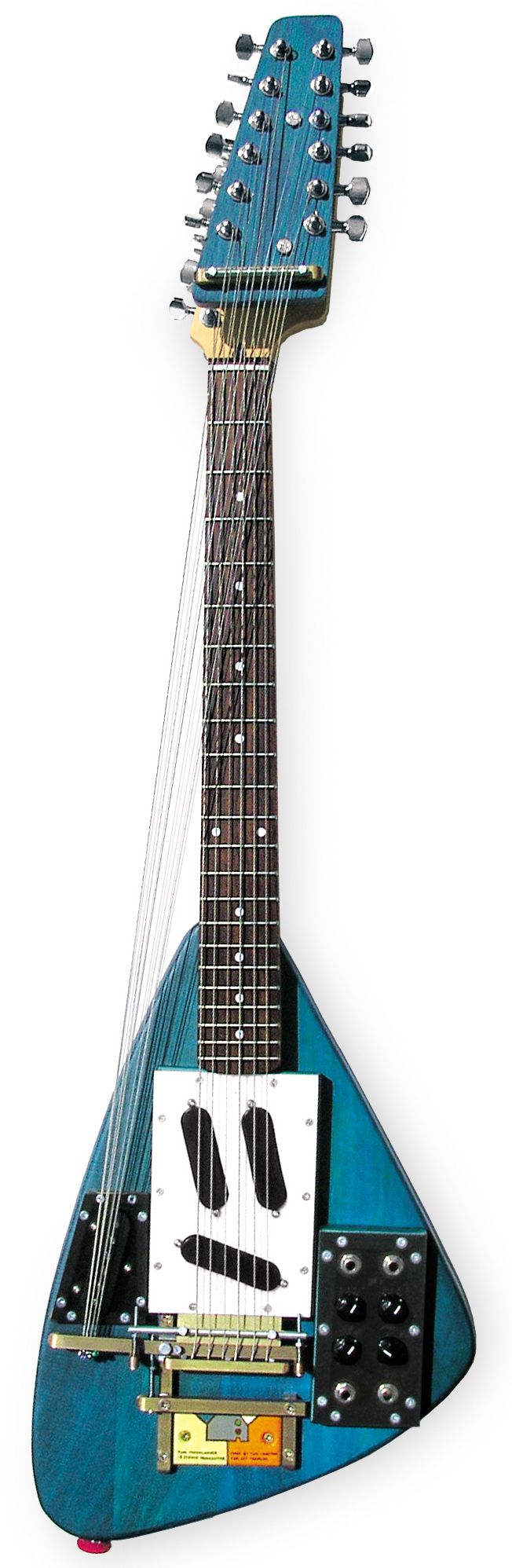
Varianten moonlander, som tillhör Lee Ranaldo i Sonic Youth
Övertonernas lägen
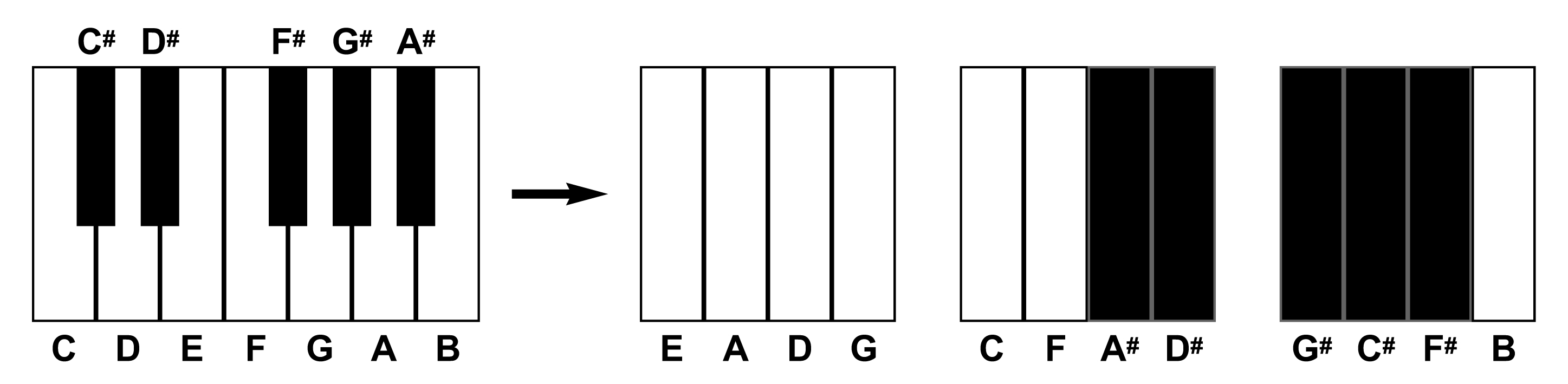
Pianoklaviatur överförd till moodswingerns stämning (obs: ”B” = H)

## Musik
- Liars - Leather Prowler (album Liars, 2007)
- The Luyas - Canary Song, Moodslayer, Spherical Matress